# Бісбі (Північна Дакота)
Бісбі (англ. Bisbee) — місто (англ. city) в США, в окрузі Таунер штату Північна Дакота. Населення — 110 осіб (2020).

## Географія
Бісбі розташоване за координатами 48°37′35″ пн. ш. 99°22′44″ зх. д. / 48.62639° пн. ш. 99.37889° зх. д. (48.626328, -99.378779).  За даними Бюро перепису населення США в 2010 році місто мало площу 0,68 км², уся площа — суходіл. В 2017 році площа становила 0,78 км², уся площа — суходіл.

## Демографія
Згідно з переписом 2010 року, у місті мешкало 126 осіб у 63 домогосподарствах у складі 31 родини. Густота населення становила 186 осіб/км².  Було 97 помешкань (143/км²).
Расовий склад населення:
| - 96,0 % — білих - 4,0 % — корінних американців |

До двох чи більше рас належало 0,0 %. Частка іспаномовних становила 0,8 % від усіх жителів.
За віковим діапазоном населення розподілялося таким чином: 17,5 % — особи молодші 18 років, 59,5 % — особи у віці 18—64 років, 23,0 % — особи у віці 65 років та старші. Медіана віку мешканця становила 49,0 року. На 100 осіб жіночої статі у місті припадало 113,6 чоловіків;  на 100 жінок у віці від 18 років та старших — 121,3 чоловіків також старших 18 років.
Середній дохід на одне домашнє господарство  становив 66 294 долари США (медіана — 54 063), а середній дохід на одну сім'ю — 96 706 доларів (медіана — 75 313). За межею бідності перебувало 14,5 % осіб, у тому числі 36,6 % дітей у віці до 18 років та 0,0 % осіб у віці 65 років та старших.
Цивільне працевлаштоване населення становило 85 осіб. Основні галузі зайнятості: сільське господарство, лісництво, риболовля — 23,5 %, мистецтво, розваги та відпочинок — 16,5 %, освіта, охорона здоров'я та соціальна допомога — 14,1 %.